# نوجاتي

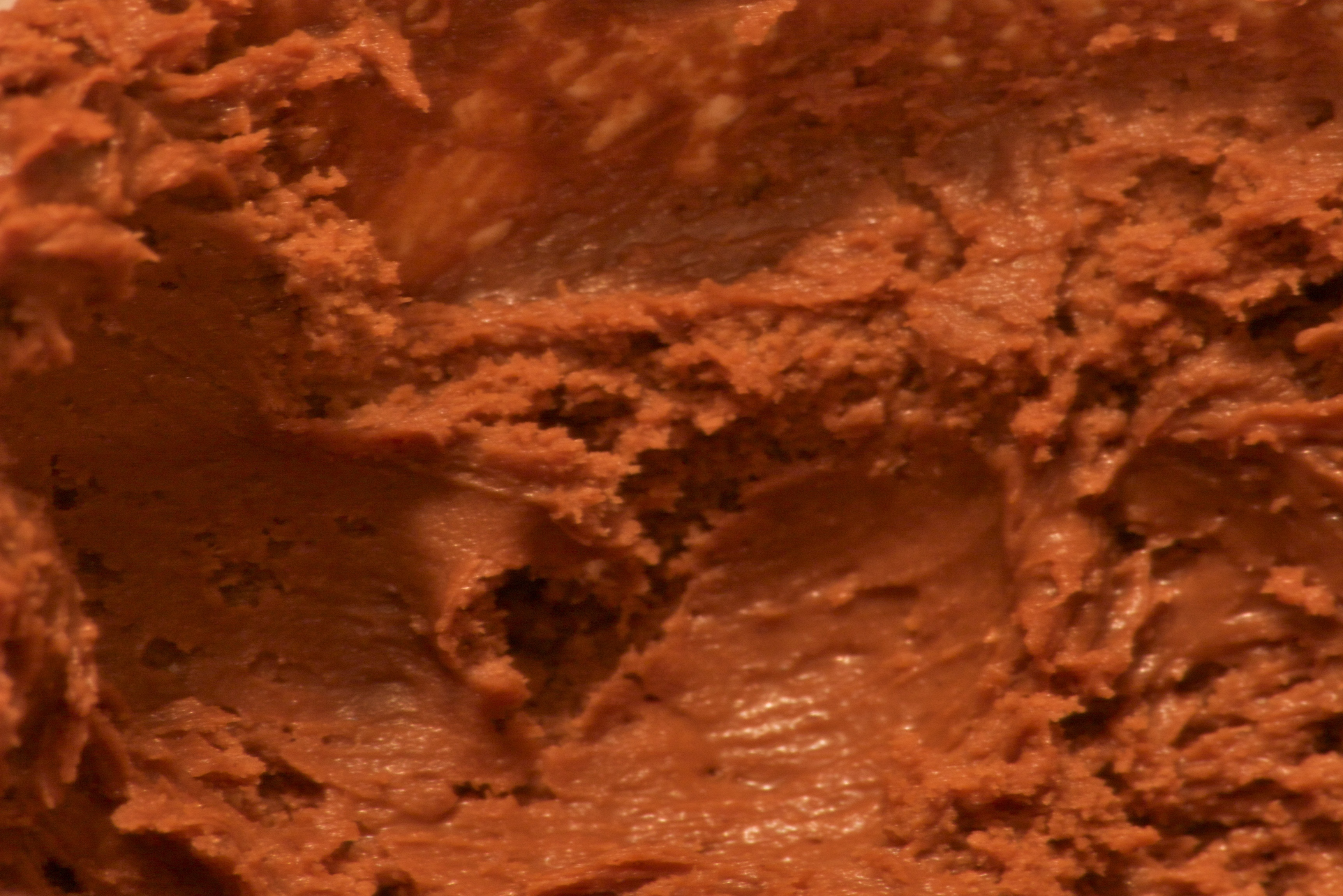
نوجاتي (عن كثب)

نوجاتي هي ماركة نرويجية مصنوعة من الشوكولاتة المصنوعة من البندق والنوجا . يأتي في أحواض بلاستيكية عادية أو اقتصادية ، أو في أحدث إضافة ، أنبوب أحمر صغير ، يشبه أنابيب معجون الأسنان ، ويتم إنتاجه بواسطة Stabburet . 
تم طرحه للبيع في فنلندا في خريف عام 2020. 

## أنواع
يوجد ثماني أنواع من النوجاتي.
- نوجاتي الأصلي
- Nugatti Crisp يحتوي على حبيبات صغيرة مقرمشة مضافة إليه
- يحتوي Nugatti Max على 33% نسبة سكر أقل من الأصلية [3]
- يتم تحضير Nugatti Air عن طريق إضافة فقاعات هواء إلى دهن الشوكولاتة ، مما يجعلها أكثر نعومة وذات قوام أخف [4]
- Nugatti Krønsjy به رقائق ذرة مالحة صغيرة
- Nugatti Melkesjoko مصنوع من شوكولاتة الحليب
- نوجاتي ملح كراميل يحتوي على كراميل ويضاف إليه الملح
- Nugatti Twist عبارة عن دوامة من الحليب والشوكولاتة البيضاء القابلة للدهن